# Чаробна ноћ
„Чаробна ноћ“ је југословенски филм из 1965. године. Режирао га је Драгољуб Шварц, а сценарио је писао Славомир Мрожек.

## Улоге
| Глумац      | Улога |
| ----------- | ----- |
| Перо Квргић |       |
| Иван Шубић  |       |